# Yuriy Yevhenovych Rybchynskyi
Yuriy Yevhenovych Rybchynskyi (tiếng Ukraina: Ю́рій Євге́нович Рибчи́нський; sinh ngày 22 tháng 5 năm 1945) là một nhà thơ, nhạc sĩ sáng tác bài hát và nhà viết kịch người Ukraina. Ông là chủ nhân của các danh hiệu Anh hùng Ukraina và Nghệ sĩ Nhân dân Ukraina. Ông cũng là một trong những người tiên phong của nhạc pop Ukraina đương đại. Từ năm 1998 đến 2000, ông làm Cố vấn văn hóa của Tổng thống Ukraina.

## Thân thế và giáo dục
Rybchynskyi sinh ngày 22 tháng 5 năm 1945, tại Podil - nơi từng là khu ngoại ô của Ukraina ở Kyiv. Ông theo học một trường nghệ thuật và say mê hội họa từ khi còn nhỏ. Ngoài ra, ông tham gia tập điền kinh trong 11 năm và nhảy sào từ năm 1958. Ở thập niên 1960, Rybchynskyi bắt đầu quan tâm nghiêm túc đến thi ca. Trong thời tan băng Khrushchev, tất cả hình thức nghệ thuật (kể cả văn học) đều phát triển mạnh mẽ, và xã hội đang thay da đổi thịt về mặt tinh thần. Sau khi học hết lớp tám, ông bất ngờ bắt đầu sáng tác thơ.
Rybchynskyi chia sẻ rằng ông cực kỳ may mắn khi có Les Taniuk là người thầy đầu tiên dạy thơ, song ông không chắc chắn cuộc đời nghệ thuật của mình sẽ tiến triển ra sao. Ông được tặng tập thơ đầu tiên về đề tài tuổi thơ hồn nhiên. Các tác phẩm của ông có trên mặt báo của Ukraina và ở Kyiv từ năm ông học lớp chín. Dẫu mới chỉ học lớp chín, ông xác định sẵn mình sẽ theo chuyên ngành bác ngữ học. Ông đăng ký vào Đại học Quốc gia Taras Shevchenko ở Kyiv vào năm 1962.

## Sự nghiệp

### Sáng tác
Các tác phẩm của Rybchynskyi được xuất bản ở Yunost, năm ông 18 tuổi. But Nhưng cuối cùng, một sự việc đã xảy, mà như Maestro thừa nhận là cơ bản đã thay đổi quãng đời còn lại của ông. Lúc ấy ông năm 20 tuổi, chẳng quan tâm đến âm nhạc hay chẳng thể chơi nhạc cụ. Ihor Poklad (một nhà soạn nhạc trẻ, vẫn là sinh viên tại nhạc viện và từng sáng tác nhiều bài hát thành công như Kokhana (Sweetheart)) đã được giới thiệu với ông.

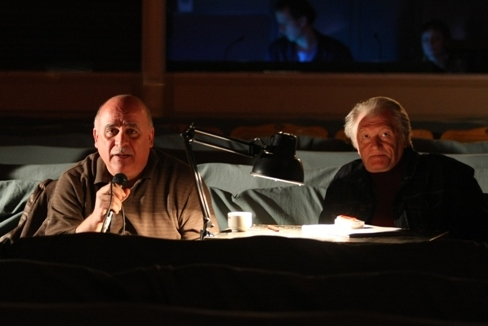
Igor Afanasyev và Rybchynskyi trong một buổi tập vào năm 2008

Kể từ thời điểm ấy, Rybchynskyi đã phát triển kỹ năng thành nhạc sĩ sáng tác bài hát, bên cạnh làm thơ. Trong nhiều năm, vị thi sĩ đã hợp tác trong các dự án sáng tạo với hàng loạt nhà soạn nhạc. Volodymyr Ivasyuk, Ihor Poklad, Mykola Mozghovyi và Ihor Shamo chỉ là số ít các nhà soạn nhạc từng hợp tác với ông để cho ra đời một số bài hit trong nhạc pop Ukraina và Liên Xô. Các bài hát của ông được nhiều lần thể hiện bởi Nina Matviienko, Nazariy Yaremchuk, Vasyl Zinkevych, Taisia Povaliy, Sofia Rotaru, Natalia Mohylevska, Ruslana Lyzhychko, Pavlo Zibrov, Tamara Gverdtsiteli và một số giọng ca nổi tiếng khác.

### Viết kịch
Rybchynskyi bắt đầu sáng tác kịch vào giữa thập niên 1970. Ông và nhà soạn nhạc Vadym Ilin là tác giả của những vở nhạc kịch gồm Tovarysh Liubov (Comrade Liubov), Piznya Serenada (Late Serenade), Brekhukha (Liar), and Tvir Na Temu Kokhannia (An Essay On Love). Ông cùng với nhà soạn nhạc Mark Minkov đồng sáng tác vở nhạc kịch Bila Hvardiia (1989), dựa trên một cuốn tiểu thuyết của Mikhail Bulgakov. Năm 2005, ông và nhà soạn nhạc Ihor Demarin đồng sáng tác vở rock opera The Perfumer, dựa trên tiểu thuyết của Patrick Süskind.
Nhiều nhà hát operetta (đặc biệt ở Odessa, Dovzhansk, Moskva, Kyiv và các nhà hát khác ở những nước hậu Xô viết) đã trình bày các vở kịch của ông và được nhiều người yêu thích. Rybchynskyi bắt đầu sáng tác kịch riêng ở các nhà hát kịch và nhạc kịch vào đầu thập niên 1980. Vì thế mà các vở kịch như Judith, Tsar Irod, Psy, Dogs, Edith Piaf. Zhyttia V Kredyt, Edith Piaf. Life On Credit, Edith Piaf. Zhyttia V Kredyt, Edith Piaf. Betkhovenom, Mizh Misiatsem I Betkhovenom, Zustrich Veteraniv Dytiachoho Khrestovogo Pokhodu và Bila Vorona. Vở kịch The White Crow (1985) được cho là nguồn cảm hứng cho vở rock opera đầu tiên của Ukraina, do Rybchynskyi đồng sáng tác với nhà soạn nhạc Hennadii Tatarchenko, được trình bày tại Nhà hát kịch kịch hàn lâm quốc gia Ivan Franko vào năm 1991, dưới sự chỉ đạo của giám đốc nghệ thuật Ukraina Serhii Danchenko.

## Sách
Rybchynskyi đã xuất bản một số sách in tập thơ như sau:
- Tree Theater (1991)
- Train (2005)
- White Raven (2010)
- Insomnia (2010)
- CheLOVEk (2010)

## Đời tư
Trong một phỏng vấn vào năm, Rybchynskyi lưu ý rằng Tamara Gverdtsiteli là ca sĩ yêu thích của ông. Cha ông làm chủ ngân hàng còn mẹ ông là bác sĩ quân y. Kỳ thi thơ ca của ông làm cho cha mẹ bất ngờ vì tất cả nam giới trong gia đình đều thích vẽ phác họa.

## Giải thưởng và ghi danh

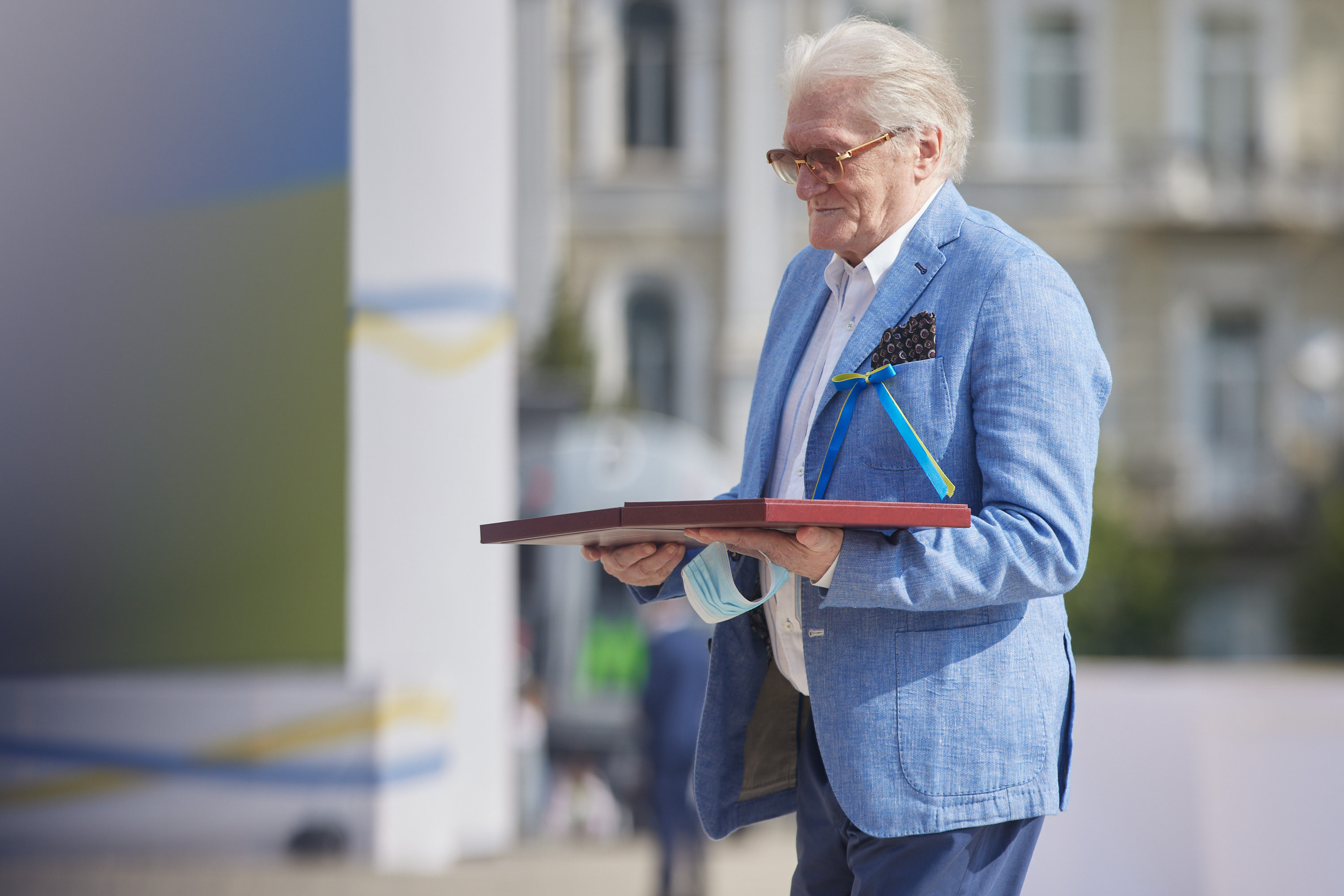
Rybchynskyi nhận giải Anh hùng Ukraina vào năm 2020

Ngày 22 tháng 8 năm 2020, Rybchynskyi được Tổng thống Volodymyr Zelenskyy trao danh hiệu Anh hùng Ukraina. Ông đã nhận được các giải thưởng và ghi danh như:
- Anh hùng Ukraina - Huân chương Quốc gia (22 tháng 8 năm 2020)[12]
- Huân chương Công tước Yaroslav Thông thái Hạng năm (21 tháng 5 năm 2015)[3][13]
- Nghệ sĩ Nhân dân Ukraina (25 tháng 5 năm 2000)[6][14]
- Huyền thoại quốc gia Ukraina (20 tháng 8 năm 2021)[15]
- Nghệ sĩ lao động danh dự Ukraina (29 tháng 6 năm 1995)[16]
- Chủ nhân giải Bài hát của năm ở các cuộc thi toàn Liên bang (1972, 1974, 1976, 1978–80, 1983, 1987–89)[5]
- Công dân danh dự Kyiv (tháng 5 năm 2009)
- Công dân danh dự Orléans